# Richard LaSalle
Richard LaSalle (* 18. Januar 1918 in Louisville, Colorado; † 5. April 2015 in Carmel-by-the-Sea, Kalifornien) war ein  US-amerikanischer Filmkomponist.
Nach einem Studium an der University of Colorado begann LaSalle seine musikalische Laufbahn in den 1940er Jahren zunächst als Hotelpianist, darunter fünf Jahre im New Yorker Plaza Hotel, und später als Leiter einer Big Band. 1958 begann seine Karriere als Filmkomponist, in der vor allem seine langjährige Zusammenarbeit mit dem Produzenten Irwin Allen bedeutsam wurde. Für ihn vertonte er Episoden der Fernsehserien Verschollen zwischen fremden Welten und Planet der Giganten sowie eine Reihe von Fernsehfilmen wie City Beneath the Sea (1971). Daneben komponierte LaSalle für Spielfilme mit Vincent Price (Tagebuch eines Mörders und Das Gift des Bösen) und vertonte eine Reihe von Western mit Audie Murphy, darunter Arizona Raiders.

## Filmografie (Auswahl)
- 1961: Sniper’s Ridge
- 1963: Tagebuch eines Mörders (Diary of a Madman)
- 1964: Goldfieber (Blood on the Arrow)
- 1964: 2071: Mutan-Bestien gegen Roboter (The Time Travelers)
- 1965: Goldtransport durch Arizona (Arizona Raiders)
- 1971: Um 9 Uhr geht die Erde unter (City Beneath the Sea) (Fernsehfilm)
- 1972: Piranha (Piranha Piranha)
- 1972: Die Töchter Satans (Daughters Of Satan)
- 1974: Alice lebt hier nicht mehr (Alice Doesn’t Live Here Anymore)
- 1976: Die Flut bricht los (Flood) (Fernsehfilm)